# روبرت بي. باس
روبرت بي. باس هو سياسي أمريكي، ولد في 1 سبتمبر 1873 في شيكاغو في الولايات المتحدة، وتوفي في 29 يوليو 1960 في بيتربورو في الولايات المتحدة. نشط حزبياً في الحزب الجمهوري. وقد انتخب عضو مجلس ولاية نيوهامبشير ‏ وانتخب حاكم نيو هامبشاير ‏.